# Bruce Cork
Bruce B. Cork, ameriški fizik, * 21. oktober 1915, Peck, Michigan, ZDA, † 7. oktober 1994.

## Delo
Cork je odkril antinevtron leta 1956 v Lawrencovem narodnem laboratoriju v Berkeleyu (LBL). Leta 1946 je začel delati v LBL kot mladi diplomant in raziskovalec. Pridružil se je Alvarezovi skupini, ki je delala na projektu linearnega pospeševalnika.
Doktoriral je iz fizike leta 1960 na Univerzi Kalifornije v Berkeleyju. Med letoma 1968 in 1974 je bil profesor fizike na Univerzi Michigana v Ann Arborju.